# Красна Тим
Красна Тим (рос. Красная Тымь) — село у Тимовському міському окрузі Сахалінської області Російської Федерації.
Населення становить 621 особа (2013).

## Історія
Від 1963 року належить до Тимовського міського округу Сахалінської області.

## Населення
| 1939 | 2002 | 2010 | 2013 |
| ---- | ---- | ---- | ---- |
| 797  | ↘777 | ↘651 | ↘621 |